# Сиротская пустынь Вознесенского Кременского монастыря
Сиротская пустынь — одна из четырёх пустыней Свято-Вознесенского Кременского мужского монастыря, расположенного в Иловлинском районе Волгоградской области.

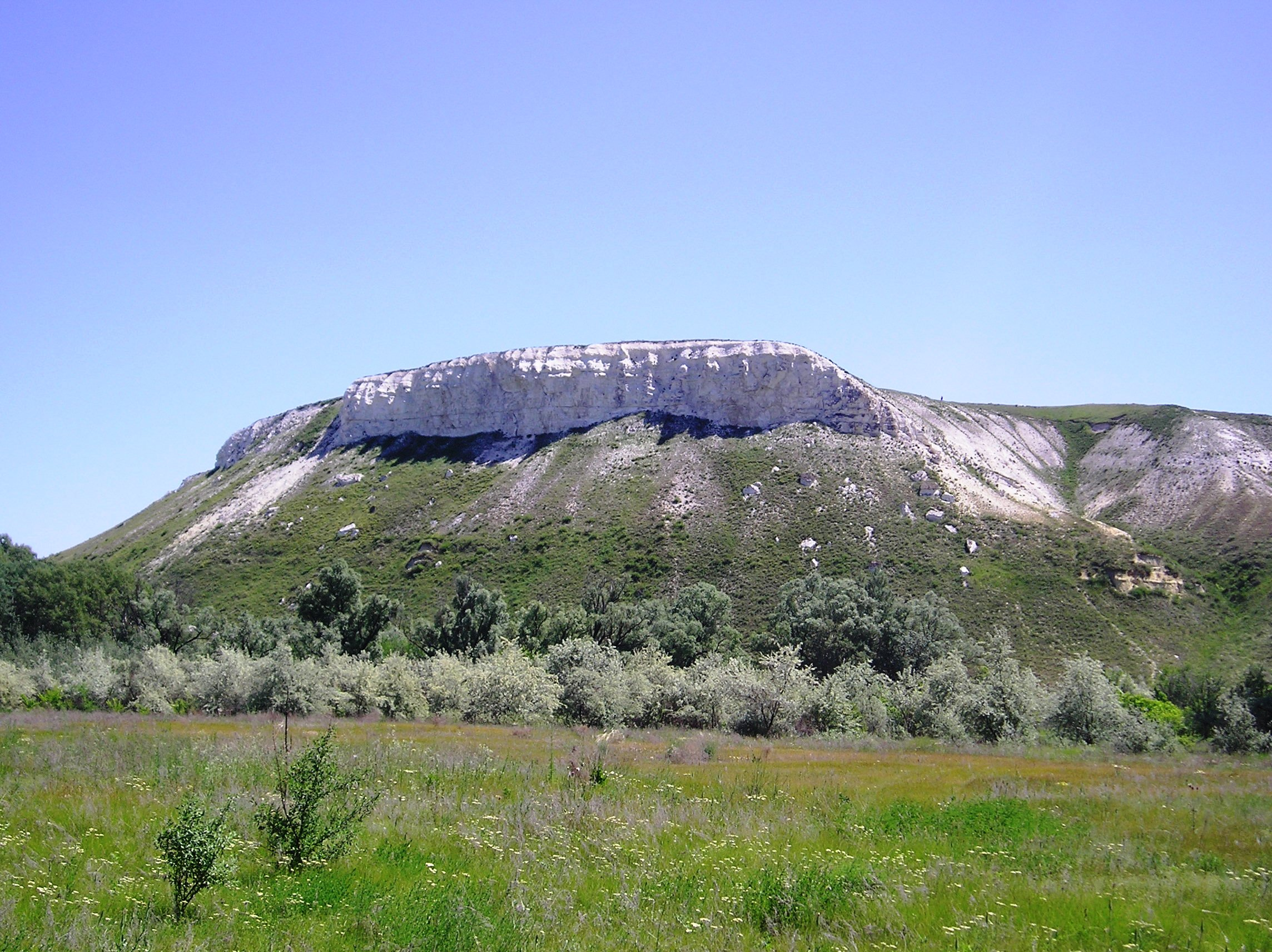
Гора Кобылья голова

Долгое время местонахождение пустыни считалось неизвестным, однако благодаря деятельности историко-краеведческого общества «Сова» под руководством супругов К. и Ю. Полевых удалось с большой долей точности установить его.
Пустынь располагалась на правом берегу реки Дон, у подножия горы Кобылья голова, на противоположном склоне от х. Подгорский станицы Сиротинской.
Скит уже давно обезлюдел, но ещё живы уроженцы этих мест, которые бывали в нём и пользовались гостеприимством монахов. Вспоминает председатель правления историко-краеведческого общества «Сова» Константин Полев:

Вход внутрь был небольшим, примерно полтора метра в высоту. По ту сторону располагалась пещера метров на 70. Из неё узкие коридоры вели в подземную церковь, довольно большую — квадратов 50-60 и высотой зала метров, наверное, пять-шесть. Внутри был камень, напоминающий алтарь, и огромный, метра три в высоту, крест, вырубленный в стене".— Д. Дымов "В излучине Дона найдены древние подземные ходы", "Ваша газета", 18 ноября 2010 г.
Главный вход в пещеру находился под выступом, который за внешнее сходство со знаменитыми египетскими статуями получил название «Донской сфинкс». Неподалёку от входа расположен «Белый колодец», вода которого почиталась местными казаками как святая, целебная. Без ухода колодец, когда-то выложенный камнями на 15-метровую глубину, завалился, но вода пробила себе выход неподалёку. Краеведы обложили камнем это место, и каждый раз, оказываясь в этих местах, расчищают родник от лесного мусора.
Старожилы вспоминают, что монахи, обитавшие в скиту, оказывали помощь местным жителям, лечили, а во время Гражданской войны укрывали пострадавших и от «белых», и от «красных». Отшельники держали овец, выращивали овощи, рыбачили — тем и жили.
О последующей судьбе монахов достоверных сведений нет. По одним данным, они ушли из этих мест, предварительно завалив вход, ещё в 20-х годах XX века, по другим — уходили, но потом вернулись. Некоторые старожилы вспоминают, что последний монах, некий старец, жил в скиту и после Великой Отечественной войны .

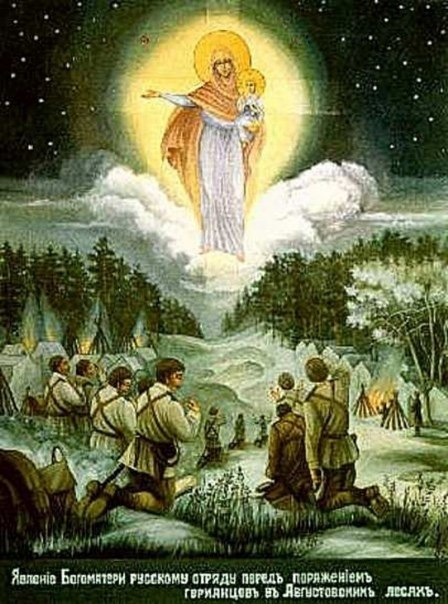
Икона Августовской Божией Матери

Кем был этот таинственный отшельник, позволяет предположить удивительная рукопись А. Г. Петрикина из архива Кременского монастыря. Будучи строителем БАМа, Александр Петрикин познакомился с 90-летним о. Алексием, сосланным когда-то в Амурскую область. Он рассказал Петрикину, что в 1915 году был переведён в Кременской монастырь и назначен старшим четырёх окрестных пустыней, в том числе Сиротской. После закрытия монастыря в 1918 году монахи стали расходиться, но пятеро из них во главе с о. Алексием скрывались в пещерах Сиротской пустыни. Братья прятались здесь три года, но, в конце концов, их нашли, осудили и сослали.
Упомянутый же старец, живший в скиту уже после Великой Отечественной войны, вполне возможно, был последним настоятелем Кременского монастыря, архимандритом Пантелеимоном, о котором до сих пор вспоминают как о великом подвижнике и постнике. Именно он унес из монастыря и сохранил его главную святыню — икону Августовской Божией Матери.
Сегодня эта икона вновь вернулась в обитель, но Сиротская пустынь и её судьба по-прежнему вызывают множество вопросов. Вероятно, ответы на некоторые из них скрыты в недрах пещеры, но, к сожалению, в настоящее время вход в скит перекрывает монолитная плита полутораметровой толщины. Впрочем, краеведы не оставляют надежды на то, что однажды он будет открыт, и пустынь наконец-то поведает свои секреты.